# Basadingen-Schlattingen
Basadingen-Schlattingen är en kommun i distriktet Frauenfeld i kantonen Thurgau, Schweiz. Kommunen har 1 911 invånare (2023). Den består av orterna Basadingen (huvudort) och Schlattingen.
| Namn         | Yta (km²) | Folkmängd 31 dec 2019 |
| ------------ | --------- | --------------------- |
| Basadingen   | 8,69      | 1 063                 |
| Schlattingen | 6,95      | 760                   |